# خوزه میگل مارین
خوزه میگل مارین (انگلیسی: José Miguel Marín; ۱۵ مارس ۱۹۴۵ – ۳۰ دسامبر ۱۹۹۱) بازیکن فوتبال اهل آرژانتین بود.
از باشگاه‌هایی که در آن بازی کرده‌است می‌توان به باشگاه فوتبال ولز سارسفیلد و باشگاه فوتبال کروز آزول اشاره کرد.
وی همچنین در تیم ملی فوتبال آرژانتین بازی کرده‌است.